# Hyopsodus
Hyopsodus é um gênero extinto de Mamíferos condilartros da família Hyopsodontidae que viveu durante o Eoceno entre 55,8 e 45 milhões de aos. Os fosseis deste gênero foram encontrados na América do norte, especialmente no Condado de Big Horn, Wyoming, Estados Unidos. São muitas vezes apelidados de "tubo de ovelhas", devido à sua estranha forma de doninha. Acredita-se que eram animais rápidos e ágeis, e que viviam em tocas, e que eram inclusive capazes de usar ecolocalização.